# Christopher Rice
Christopher Travis Rice (Berkeley, California; 11 de marzo de 1978) es un escritor estadounidense. Rice hizo su debut en la ficción en 2000 con el éxito de ventas A Density of Souls, y luego escribió muchas más novelas, incluidas The Snow Garden, The Heavens Rise, The Vines, así como la serie Burning Girl. Su trabajo abarca múltiples géneros, incluidos suspense, crimen, suspense sobrenatural y romance erótico. Con su madre Anne Rice, es coautor de las novelas de terror histórico Ramses the Damned: The Passion of Cleopatra y su secuela, Ramses the Damned: The Reign of Osiris.

## Biografía
Christopher Rice proviene de una familia de autores. Sus padres fueron la renombrada novelista de terror Anne Rice y el poeta Stan Rice; su tía, Alice Borchardt, fue una destacada escritora de fantasía y ficción histórica. Rice tenía una hermana mayor llamada Michele, a quien nunca conoció porque murió de leucemia en 1972 cuando tenía cinco años. Rice nació en el Área de la Bahía de San Francisco y pasó los primeros diez años de su infancia en el distrito de Castro. En una entrevista con The Advocate después de la publicación de su primera novela, A Density of Souls, describió el choque cultural que resultó del traslado de su familia a Nueva Orleans cuando tenía diez años: «... ser dejado en Nueva Orleans, fue completamente diferente. Pasé de una escuela en San Francisco donde llamábamos a nuestras maestras lesbianas por su nombre de pila a esta escuela primaria privada en la zona alta donde todos teníamos que ir a la capilla por la mañana».
Rice Vivió en Nueva Orleans, Luisiana y se graduó en 1996 de la Escuela Isidore Newman, a la que asistió durante el mismo período de tiempo que las futuras estrellas de la NFL, Peyton Manning y Eli Manning. Declaró que si bien nunca fue amenazado físicamente durante la escuela secundaria, su conocimiento de su propia sexualidad y su incapacidad para practicar atletismo lo hicieron sentir como un paria. De esta época de su vida, Rice dijo: "Tenía dinero, tenía un buen auto, era blanco. Podría haber encajado, pero sabía que no pertenecía. Sabía que no compartía sus sueños y ambiciones y sus valores". Estas experiencias finalmente inspiraron su primera novela, A Density of Souls. Rice asistió a la Universidad de Brown, una experiencia que inspiró su segunda novela, The Snow Garden. En Brown, no participó en una sola producción teatral en su primer año a pesar de su amplia experiencia teatral en la escuela secundaria y su determinación de ser actor. Se transfirió a la Escuela de Artes Tisch donde completó un semestre en su Programa de Escritura Dramática. No se graduó de ninguna escuela; en cambio, se mudó a Los Ángeles para explorar la escritura de guiones.
Desde 2020, vive en West Hollywood, California.

## La sexualidad y su papel en su obra
Rice es gay y sus obras consisten en descripciones de la vida americana contemporánea para el hombre gay.  Cuando se le preguntó en 2002 sobre "ser catalogado como un 'escritor gay'", respondió:

Eso no es lo que hago. Podría estar más abierto a esa etiqueta si no hubiera presentado elencos de personajes. De acuerdo, A Density of Souls es lo más parecido a un libro gay que puedes conseguir. Gira en torno a la homosexualidad de un personaje y otros se describen en términos de su reacción a la sexualidad de un personaje. En ese sentido, es el núcleo del libro. Snow Garden se trata de identidad. Con este libro, trato de ignorar el término autor "gay".

No obstante, Rice está orgulloso de la reacción de la comunidad gay a sus escritos y explica que «fue increíblemente gratificante cuando recibí una gran respuesta positiva del personaje de Stephen en A Density of Souls. Más de mil jóvenes gay me contactaron y me dijeron que capturé cómo fue para ellos atravesar esos años. Eso significa todo para mí».

## Obra
- A Density of Souls (2000) (La Densidad de las Almas, 2002)
- Snow Garden (2001)
- Light Before Day (2005)
- Blind Fall (2008)
- The Moonlit Earth (2010)
- The Heavens Rise (2013)